# Gouden Ezelsoor
Het Gouden Ezelsoor was een jaarlijkse literatuurprijs, in 1979 ingesteld door het Koninklijk Verbond voor Grafische Ondernemingen (KVGO). Voor bekroning kwam in aanmerking een debuterende schrijver van wie in één jaar tijd de meeste exemplaren van het debuut waren verkocht. De jury keek ook of een inzending als een literair werk kon worden beschouwd en of toekenning van de prijs in overeenstemming was met de doelstelling. De namen van de juryleden waren tot 2005 geheim. Na 2008 is om verschillende redenen een punt gezet achter de jaarlijkse toekenning van de prijs.

## Overzicht winnaars Gouden Ezelsoor
- 1979: Monika Sauwer, Mooie boel
- 1980: Alexander van Es, Anatomie van het gevoel
- 1981: Richard Steegen, Pakken....gepakt
- 1982: Annie van den Oever, Dame in broekpak
- 1983: René Stoute, Op de rug van vuile zwanen
- 1983: Veronica Hazelhoff, Nou moe!
- 1984: Tessa de Loo, De meisjes van de suikerwerkfabriek
- 1985: Adriaan van Dis, Nathan Sid
- 1986: Fleur Bourgonje, De terugkeer
- 1987: Rudi van Dantzig, Voor een verloren soldaat
- 1988: Hanny Alders, Non nobis
- 1989: Margriet de Moor, Op de rug gezien
- 1990: Lisette Lewin, Voor bijna alles bang geweest
- 1991: Ernst Timmer, Het waterrad van ribe
- 1992: Connie Palmen, De wetten
- 1993: Ronald Giphart, Ik ook van jou
- 1994: Kader Abdolah, De adelaars
- 1995: niet toegekend
- 1996: Arnon Grunberg, Blauwe maandagen
- 1997: Ineke Holtwijk, Kannibalen in Rio
- 1998: Lulu Wang, Het lelietheater
- 1999: Jessica Durlacher, Het geweten
- 2000: Erwin Mortier, Marcel
- 2001: Maya Rasker, Met onbekende bestemming
- 2002: Khalid Boudou, Het Schnitzelparadijs
- 2003: Judith Koelemeijer, Het zwijgen van Maria Zachea
- 2004: Geen prijs toegekend
- 2005: Annelies Verbeke, Slaap!
- 2006: Gerbrand Bakker, Boven is het stil
- 2007: Geen prijs toegekend
- 2008: Christiaan Weijts, Art. 285b